# Udo Immermann
Udo Immermann (* 7. April 1935 in Bremen; † 21. Juli 2024 in Bremen) war ein deutscher Jurist. Er war Politiker (CDU) und Mitglied der Bremischen Bürgerschaft sowie Hauptgeschäftsführer und ab 1981 Erster Syndikus der Handelskammer Bremen.

## Biografie

### Familie, Ausbildung, Beruf
Immermann studierte nach dem Abitur seit 1956 Rechtswissenschaften. Er war als Referendar in Bremen und Berlin, absolvierte die Zweite Staatsprüfung und war 1965 als Rechtsanwalt in Bremen tätig. Seit 1965 war er bei der Handelskammer Bremen, wurde Abteilungsleiter für Industrieangelegenheiten, 1973 Syndikus und war vom Juli 1981 bis Mitte 1999 Hauptgeschäftsführer und I. Syndikus. Er war Geschäftsführer der Kreditgarantiegemeinschaft für Industrie, Verkehr und sonstige Gewerbe im Lande Bremen GmbH, setzte sich ein für den Ausbau von Gewerbegebieten, u. a. für Niedervieland III, kritisierte heftig in den 1990er Jahren den Senat der Ampelkoalition und sprach sich für eine Wohnbebauung auf dem Stadtwerder aus. 1992 wirkte die Handelskammer maßgeblich mit bei der Bremer Erklärung; ein breites Bündnis von Politik, Senat, Magistrat, Kammern, Kaufleuten und Gewerkschaften, die für den Erhalt der Selbstständigkeit der Freien Hansestadt Bremen eintraten.
Immermann war mit Ilse (geb. Sonnemann) verheiratet.

### Politik
Er gehörte der CDU Bremen an. Er war von 1969 bis 1975 Mitglied der Baudeputation. Von 1975 bis 1979 war er Mitglied der 9. Bremischen Bürgerschaft sowie verschiedener Deputationen u. a. für das Bauwesen, für Wirtschaft sowie für Justiz. In der Bürgerschaft war er baupolitischer Sprecher der CDU und Beisitzer im CDU-Fraktionsvorstand. Er setzte sich u. a. ein für Rahmenkonzepte der Stadtentwicklung und für eine Änderung der Juristenausbildung an der Universität Bremen. Er verzichtete auf eine erneute Kandidatur.

### Weitere Mitgliedschaften
Er war in den 1970er Jahren Mitglied im Aufsichtsrat der Bremer Parkplatz GmbH und der Gesellschaft für Wirtschaft und Arbeit sowie im Verwaltungsrat von Radio Bremen (stellvertretender Vorsitzender). Zudem war er geschäftsführendes Vorstandsmitglied des Rationalisierungs-Kuratoriums der Deutschen Wirtschaft in Bremen und in den 1980/90er Jahren bis 1992 einer der ehrenamtlichen Geschäftsführer der Wirtschaftsförderungsgesellschaft der Freien Hansestadt Bremen GmbH (WGF).

## Veröffentlichungen
- mit Wolfgang Klunker: Das Land Bremen (Monographien deutscher Wirtschaftsgebiete, herausgegeben von der Handelskammer Bremen). Industrie- u. Handelskammer Bremerhaven, Bremen 1984, ISBN 3-88363-033-0.
- Die Januargesellschaft der Handelskammer – eine große bremische Kaufmannstradition. In: Feste und Bräuche in Bremen (Beiträge zur Kultur- und Sozialgeschichte der Hansestadt, herausgegeben von der Wittheit zu Bremen). Hauschild Verlag, Bremen 2000, ISBN 3-89757-042-4.
- mit Klaus Wedemeier: Die Bremer Erklärung von 1992.